# Bergshandteringens vänner
Bergshandteringens vänner (BHV) är en i Örebro 1865 bildad förening, ursprungligen med namnet Bergshandteringens vänner inom Örebro län.
Bergshantering, eller utvinning och användning av metaller och mineraler, är helt nödvändigt för vårt välstånd. Bergshandteringens Vänners syfte är att öka unga människors intresse för bergshantering och att öka nätverkande bland människor som arbetar med bergshantering eller i dess närhet. BHV:s plattform för detta är en årlig konferens och tillhörande festligheter i samband med Hindersmässan i Örebro i slutet av januari.
Föreningen utgav tidigare en tidskrift, Blad för Bergshandteringens vänner (till 1910: Blad för Bergshandteringens vänner inom Örebro län) som innehåller bergshistoriska uppsatser. Redaktörer var Ludvig Rinman 1866–1888, Erik G:son Odelstierna 1889–1894, Oskar Norelius 1895–1906, Birger Sjövall 1907–1910, Herman Sundholm 1911–1935, Fredrik Mogensen 1936–1937 och Helge Uhrus 1939–1962. Tidskriften ersattes från 1963 av en årsbok och sedan 2024 ger föreningen istället ut BHV-bladet Insikten och Utsikten.
Ordförande i föreningen är Annika Roos. Bland tidigare ordförande märks Anders Ullberg och Sven Torell.